# Fils et filles de déportés juifs de France
Fils et filles de déportés juifs de France (FFDJF) est une association française créée en 1979 et présidée depuis par Serge et Beate Klarsfeld. Le but de cette association est de faire valoir les droits des descendants des déportés juifs pendant la Seconde Guerre mondiale. Le siège de l'association qui regroupe environ 2 000 membres est fixé à Paris.

## Actions de l'association

### La recherche des responsables de la Shoah en France
Cette association recherche les responsables survivants, allemands et français, de la Shoah dont elle exige l'arrestation, le jugement et la condamnation.
Elle a fait campagne pour obtenir l'inculpation, le jugement et la condamnation de Maurice Papon, et une proclamation officielle et solennelle des autorités françaises reconnaissant les responsabilités du Régime de Vichy dans la persécution des Juifs perpétrée au nom de la France par des fonctionnaires et des policiers français.

### La défense des intérêts des victimes et des enfants de victimes de la Shoah
Serge Klarsfeld a été membre de la Mission d'étude sur la spoliation des Juifs de France, dite Mission Mattéoli.

### Collecte et diffusion des informations sur la Shoah en France
L'association publie le Bulletin de liaison des Fils et filles des déportés juifs de France.
En outre, elle regroupe, archive et diffuse toutes les informations sur la Shoah en France. En mars et avril 2007, elle a ainsi participé à une exposition à l'Hôtel de ville de Paris sur les 11 400 enfants juifs déportés de France.

## Affaire Dieudonné
Le vendredi 3 janvier 2014, Arno, Serge et Beate Klarsfeld appellent, au nom des fils et filles de déportés juifs de France, à manifester à Nantes pour demander l’interdiction du spectacle que l’humoriste Dieudonné doit donner au Zenith le 9 janvier 2014, estimant que « les gens qui vont voir Dieudonné y vont pour entendre casser du juif »,,, et que ses spectacles « sont des meetings politiques à caractère antisémite ».